# 대동 (후한)
대동(臺佟, ? ~ ?)은 후한 초기의 은사로, 자는 효위(孝威)이며, 위군 업현 사람이다.

## 생애
무안산(武安山)에 굴을 파고 약초를 캐며 살았다. 건초 연간에 주에서 벽소하였으나 나아가지 않았고, 결국 자사의 명령으로 종사(從事)가 직접 대동을 만나려 하였으나 대동은 병을 핑계로 거절하였다. 이에 자사가 직접 예를 갖추어 대동에게 가 물었다.
| “ | 효위가 사는 모습은 이렇게나 고달프구려. 기분이 어떻소? | ” |

대동이 답하였다.
| “ | 저는 다행스럽게도 천수를 누릴 수가 있습니다. 사군(使君)께서 조서를 받들어 저녁 내내 매사에 초조해하시는 것에 비하면 어찌 괴롭다 하겠습니까? | ” |

결국 자사는 돌아갔고, 대동은 다시는 세상에 모습을 드러내지 않았다.

## 출전
- 범엽, 《후한서》 권83 일민열전